# Demonax walkeri
Demonax walkeri là một loài bọ cánh cứng trong họ Cerambycidae.